# Nabok Murza
Pour les articles homonymes, voir Murza (homonymie).
Nabok Murza serait un prince tatar russifié et le premier ancêtre connu de la famille russe Nabokov.
Selon l'écrivain Vladimir Nabokov (1899-1977), qui en fait état dans son autobiographie Autres rivages, et affirme s'appuyer sur les dires de Serguéï Serguéivitch Nabokov, un cousin germain de son père, Nabok Murza aurait vécu à la fin du XIVe siècle. Toujours selon l'écrivain : « Floruit 1380 ».
Sans se prononcer sur la réalité historique de ce « prince fondateur », le biographe de Nabokov, Brian Boyd, rapporte l'épisode et les circonstances dans lesquelles l'écrivain a appris l'existence de ce lointain aïeul.
Tournant en dérision son tardif intérêt pour la généalogie, Nabokov écrit « Parmi mes ancêtres il y a eu : le premier homme des cavernes qui peignit un mammouth ; un prince tartare russifié du Moyen Âge... »